# Betrug (Schweiz)
Betrug (französisch escroquerie, italienisch truffa, rätoromanisch engion) ist ein strafrechtliches Vermögensdelikt, bei dem der Täter in der Absicht rechtswidriger Bereicherung das Opfer durch Vorspiegelung oder Unterdrückung von Tatsachen gezielt so täuscht, dass es sich selbst oder einen Dritten am Vermögen schädigt und damit materiellen Schaden zufügt. In der Schweiz ist Betrug nur bei vorliegen von (besonderer) Arglist strafbar; dem Betrogenen muss die Betrugsabsicht derart verschleiert werden, dass er so gut wie gar nicht erkennen kann, dass er betrogen werden soll.

## Gesetzestext
Art. 146 (Randtitel: Betrug)
1. Wer in der Absicht, sich oder einen andern unrechtmässig zu bereichern, jemanden durch Vorspiegelung oder Unterdrückung von Tatsachen arglistig irreführt oder ihn in einem Irrtum arglistig bestärkt und so den Irrenden zu einem Verhalten bestimmt, wodurch dieser sich selbst oder einen andern am Vermögen schädigt, wird mit Freiheitsstrafe bis zu fünf Jahren oder Geldstrafe bestraft.
2. Handelt der Täter gewerbsmässig, so wird er mit Freiheitsstrafe bis zu zehn Jahren oder Geldstrafe nicht unter 90 Tagessätzen bestraft.
3. Der Betrug zum Nachteil eines Angehörigen oder Familiengenossen wird nur auf Antrag verfolgt.[3]

## Kommentar
Wie in Deutschland werden die Tatbestandsmerkmale der Täuschung über Tatsachen und die Bereicherungsabsicht vorausgesetzt. Zusätzlich wird aber im Schweizer Strafrecht noch Arglist verlangt. Zu den Tatbestandsmerkmalen im Einzelnen:

### Täuschung
Betrug setzt voraus, dass ein Mensch getäuscht wird. Wer also zum Beispiel unbefugt Geld aus einem Automaten bezieht, begeht keinen Betrug. Um diese Lücke zu schliessen, wurde der Tatbestand des Missbrauchs einer Datenverarbeitungsanlage (Art. 147) eingeführt.
Tatbestandsmässig ist nur die Täuschung, also die Einwirkung auf die Vorstellung des Opfers. Eine Veränderung von Tatsachen, so dass sie nicht mehr der (bereits gemachten) Vorstellung des Opfers entsprechen, ist keine Täuschung.

### Freiwilliges Handeln des Opfers
Betrug setzt voraus, dass die Schädigung vom Opfer selbst verursacht wird und dass das Opfer aus freiem Willen und nur auf Grund der Täuschung handelt. Ob das Täuschungsopfer durch sein Verhalten sich selbst oder einen Dritten schädigt, ist unerheblich.
Das Opfer muss nicht unbedingt aktiv eine Vermögensverfügung vornehmen, betrogen ist zum Beispiel auch, wer es auf Grund einer Täuschung unterlässt, eine berechtigte Forderung geltend zu machen (zu einem Verhalten bestimmt).

### Tatsachenirrtum
Das Opfer muss einem Tatsachenirrtum unterliegen. Dabei ist unerheblich, ob der Irrtum durch die Täuschung hervorgerufen wird oder das Opfer nur in einem bereits bestehenden Irrtum bestärkt wird, falls diese Bestärkung der Grund für das selbstschädigende Handeln des Opfers ist. Auch in der zweiten Variante muss der Täter aber aktiv auf die Vorstellung des Opfers einwirken, das blosse Ausnützen eines bereits bestehenden Irrtums ist kein Betrug. (Eventuell kommt dann Wucher in Betracht.) Der Täter hat nur dann eine Aufklärungspflicht, wenn er gegenüber dem Opfer eine Garantenstellung bekleidet.
Tatsachen können auch sogenannte innere Tatsachen sein, insbesondere also Gedanken des Täters. Eine klassische innere Tatsache ist zum Beispiel ein fehlender Zahlungswille. Dabei ist es aber nötig, dass der Zahlungswille bereits fehlte, als das Opfer, unter Vortäuschung ebendieses Zahlungswillens, zur Vermögungsverfügung veranlasst wurde. Entschliesst sich der Täter erst später, entgegen seiner ursprünglichen Absicht seinen Zahlungsverpflichtungen nicht nachzukommen, so scheidet Betrug aus. Das kann in der Praxis zu Beweisschwierigkeiten führen. Eine zum Tatzeitpunkt bestehende Zahlungsunfähigkeit wird in der Regel als Indiz für den fehlenden Zahlungswillen angesehen.

### Schädigung
Das Opfer oder ein Dritter muss am Vermögen geschädigt werden. Auch ein Verzicht auf berechtigte Forderungen ist eine Vermögensschädigung.
Die Praxis nimmt eine Vermögensschädigung bereits dann an, wenn dieses lediglich gefährdet ist. Wer also zum Beispiel einen Kredit erwirkt, indem er Sicherheiten angibt, die nicht vorhanden sind, begeht auch dann einen Betrug, wenn er den Kredit zurückzahlt, da das Vermögen des Kreditgebers durch die nicht vorhandenen Sicherheiten kurzfristig gefährdet war.

### Bereicherungsabsicht
Es muss eine Bereicherungsabsicht bestehen. Blosse Vermögensschädigung ohne Bereicherungsabsicht ist kein Betrug, sondern eine arglistige Vermögensschädigung (Art. 151). Die Bereicherungsabsicht zu Gunsten eines Dritten, an der Tat unbeteiligten, erfüllt den Tatbestand ebenfalls.

### Arglist
Alle bisher genannten Tatmerkmale werden auch im deutschen Recht genannt. Zusätzlich wird vom Schweizer Strafrecht aber noch gefordert, dass die Täuschung arglistig sein müsse. In der Praxis erweist sich diese zusätzliche Forderung sehr oft als die zentrale Knacknuss.
Die Idee hinter dieser zusätzlichen Forderung ist, dass strafrechtlich nicht geschützt werden soll, „wer sich mit einem Mindestmass an Aufmerksamkeit selbst hätte schützen“ bzw. „den Irrtum durch ein Minimum an zumutbarer Vorsicht hätte vermeiden können“ (BGE 72 IV 128 bzw. 99 IV 78). Dies entspricht dem Grundsatz der Subsidiarität des Strafrechts: Bei einer blossen Verletzung vertraglicher Pflichten ist das Zivilrecht zuständig.
Das Schweizer Recht vertritt hier eine Mittelposition zwischen dem französischen und dem deutschen Recht. Das französische Recht fasst den Betrugsbegriff sehr eng, vorausgesetzt werden besondere Kniffe („manœuvres frauduleuses“, „mise en scène“). Das deutsche Recht vertritt die gegensätzliche Extremposition. Hier genügt jede Lüge, auf die die Gegenpartei hereinfällt. Der Grund für die Schweizer Kompromisslösung ist historisch: Vor der Einführung des gesamtschweizerischen Strafgesetzbuches war das Strafrecht kantonal, wobei sich die Deutschschweizer Kantone am deutschen, die französischsprechenden Kantone am französischen Recht orientierten (BGE 72 IV 12f).
Die Abgrenzung der strafbaren arglistigen Täuschung von der straflosen einfachen Lüge (die auch schriftlich sein kann) ist schwierig.
Als arglistig im strafrechtlichen Sinn gelten zunächst falsche Angaben, die sich nicht oder nur mit besonderer Mühe überprüfen lassen. Die Täuschung durch eine einfache Lüge ist arglistig, wenn die Überprüfung für den Getäuschten unmöglich oder unzumutbar ist oder wenn er daran gehindert wird. Dabei kommt es durchaus auch auf die Person des Opfers an: So sollte man zum Beispiel von einem Investmentbanker erwarten können, dass er ein dubioses Finanzkonstrukt eher durchschaut als ein Laie. Das kann im Ergebnis dazu führen, dass für die gleiche Handlungsweise bei einem Opfer Arglist bejaht wird, bei einem anderen aber nicht. Der Sinn davon ist, dass der leichtfertige und faule nicht geschützt werden soll, wohl aber der dumme und schwache.
Nützt der Täter eine besondere Vertrauensstellung aus, so wird die Zumutbarkeit einer Überprüfung in der Regel verneint und folglich Arglist angenommen.
Nach der bundesgerichtlichen Rechtsprechung ist die Täuschung durch eine einfache Lüge auch dann arglistig, wenn der Täter nach den Umständen voraussieht, dass der Getäuschte die Nachprüfung unterlassen wird (BGE 100 IV 273).
Unabhängig von der Überprüfbarkeit wird Arglist ferner immer angenommen, wenn der Täter ein ganzes Lügengebäude errichtet, bei dem eine Vielzahl von Lügen so raffiniert aufeinander abgestimmt sind, dass sich auch ein kritisches Opfer täuschen lässt.

#### Arglist beim Versuch
Arglist ist bei einem (rechtzeitig erkannten) Betrugsversuch entweder im Voraus gegeben oder nicht; Versuchte Arglist gibt es nicht. Wird das Täuschungsmanöver rechtzeitig durchschaut, so muss zuerst geprüft werden, ob es als arglistig eingestuft worden wäre, falls der Betrug geglückt wäre. Nur wenn diese Frage bejaht wird, liegt ein versuchter Betrug vor. Die gegenteilige Auffassung hätte die absurde Folge, dass ein Täuschungsmanöver im Erfolgsfall wegen fehlender Arglist straflos bleibt, das gleiche Manöver aber bei einem Misserfolg wegen versuchter Arglist bestraft würde.